# Hendrik Conscience
Henri o Hendrik Conscience (Amberes, 3 de diciembre de 1812 - Elsene, 10 de septiembre de 1883) fue un escritor belga. Está considerado como el pionero de la literatura neerlandesa en Flandes, escribiendo en una época en la que Bélgica estaba dominada por el francés entre las clases altas, en la literatura y en el gobierno. Conscience luchó como revolucionario belga en 1830 y fue un escritor en el estilo romántico popular en la primera parte del siglo XIX. Se le conoce sobre todo por su novela nacionalista romántica El león de Flandes (De Leeuw van Vlaanderen) (1838), inspirada por la victoria de la milicia campesina flamenca sobre los caballeros franceses en la Batalla de Courtrai de 1302, en el curso de la guerra franco-flamenca.
En el curso de su carrera, publicó más de 100 novelas y cuentos, la mitad de ellas novelas históricas, y logró considerable popularidad. Después de su muerte, con el declive del romanticismo, su trabajo pasó de moda pero aún se le considera un clásico de la literatura flamenca.

## Vida de juventud

### Infancia
Hendrik era hijo de un francés, Pierre Conscience, de Besanzón, que había sido chef de timonerie en la armada de Napoleón Bonaparte, y quien fue nombrado segundo del práctico del puerto en Amberes en 1811, cuando esa ciudad formaba parte de Francia. La madre de Hendrik era una flamenca, Cornelia Balieu y era analfabeta.  Cuando, en 1815, los franceses abandonaron Amberes después del Congreso de Viena, Pierre Conscience se quedó allí. Era una persona muy excéntrica, y asumió el negocio de comprar y desarmar barcos muy gastados, del que el puerto de Amberes estaba lleno tras la guerra. 
El chico creció en una antigua tienda llena de mercaderías náuticas, a la que el padre más tarde añadió una colección de libros invendibles; entre ellos estaban viejos romances que inflamaron la fantasía del niño. Su madre murió en 1820, y el muchacho y su hermano menor no tuvieron otra compañía que el padre, adusto y un tanto siniestro. En 1826 Pierre Conscience se casó de nuevo, esta vez con una viuda mucho más joven que él, Anna Catherina Bogaerts. 
Hendrik ya había desarrollado para entonces su pasión por la lectura, y se pasaba todo el día entre los libros viejos que pasaban por El rincón verde camino a su destrucción. Poco después de este segundo matrimonio, la ciudad empezó a desagradar a Pierre, quien vendió la tienda y se retiró a la región de Campine (Kempen) que tan a menudo describe Hendrik Conscience en sus libros, la desolada tierra llana que se extiende entre Amberes y Venlo. Aquí Pierre compró una pequeña granja con un jardín bastante grande. Y mientras su padre compraba barcos en puertos lejanos, los chicos pasaban semanas, a veces meses, con su madrastra.

### Adolescencia e introducción a la literatura

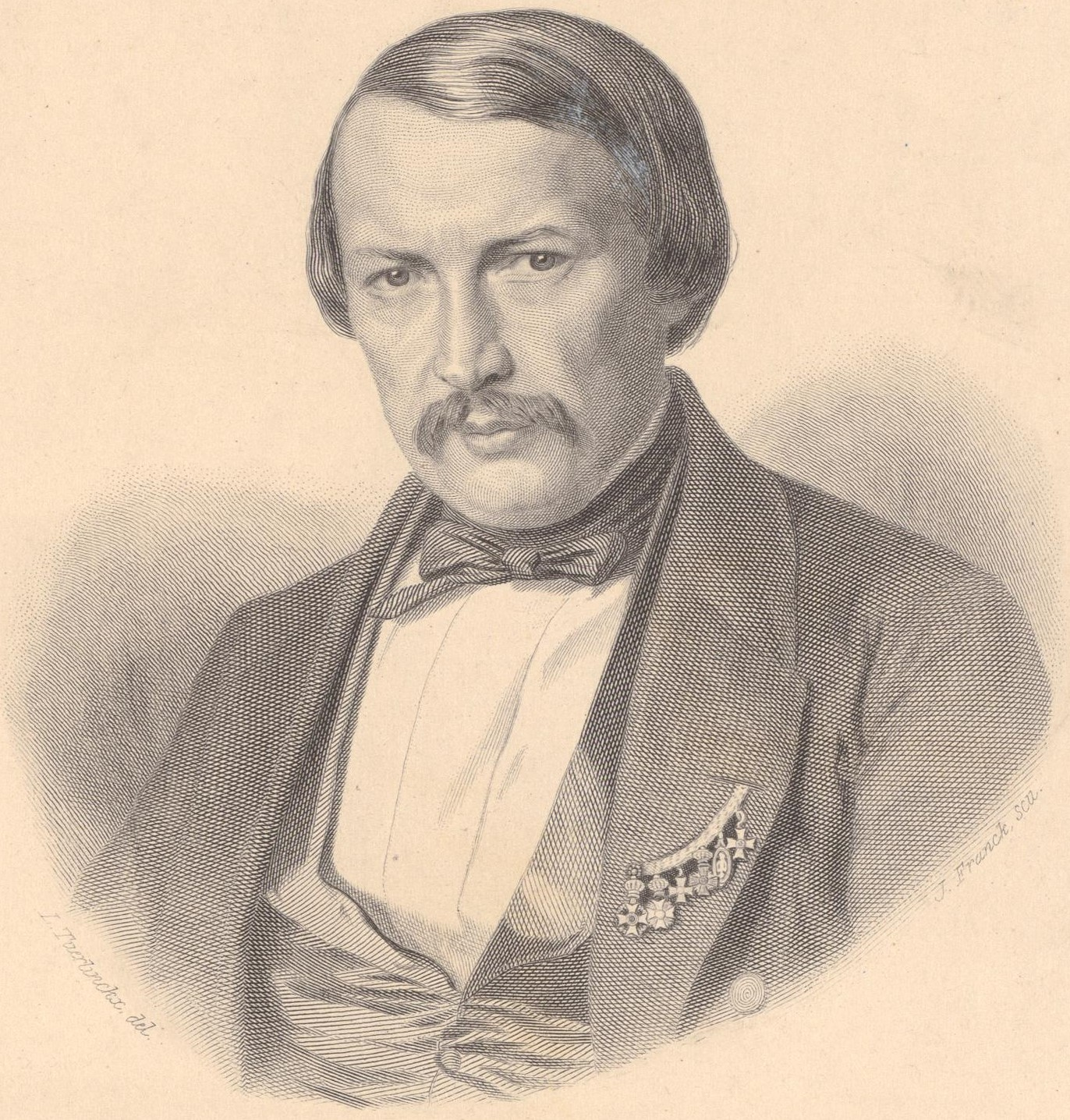
Retrato de un joven Conscience.

A los diecisiete años de edad, Hendrik abandonó la casa de su padre para convertirse en tutor en Amberes y seguir sus estudios, que pronto se vieron interrumpidos por la Revolución belga de 1830. Se ofreció voluntario al ejército revolucionario belga, sirvió en Turnhout y combatió a los holandeses cerca de Oostmalle, Geel, Lubbeek y Lovaina. Después de la Campaña de los diez días de 1831 permaneció en los barracones del ejército en Dendermonde, como un oficial sin cargo, ascendiendo al rango de sargento mayor. En 1837 abandonó el servicio y regresó a la vida civil. Habiendo conocido de esta manera a hombres jóvenes de todos los ámbitos de la vida, se convirtió en observador de sus costumbres. Consideró escribir en neerlandés aunque en aquella época era un idioma que se consideraba inadecuado para la literatura, pues el francés era el de las clases dirigentes e intelectuales. 
Aunque cerca, al otro lado del río Escalda, los Países Bajos tenían una literatura boyante con siglos de solera, escrita en un idioma muy poco diferente al neerlandés hablado en Bélgica, el prejuicio belga contra "lo flamenco" persistió. El francés era el idioma usado por los políticos que fundaron Bélgica en 1830. Es el que se eligió como idioma nacional. Nada se había escrito en neerlandés durante años cuando la independencia de Bélgica se convirtió en un hecho en el año 1831, separando a Bélgica y sus provincias flamencas de los Países Bajos. La división entre los dos idiomas no se superaría. Por lo tanto, fue un comportamiento casi de profeta el que Conscience en 1830 escribiera: "No sé por qué, pero encuentro el idioma flamenco indescriptiblemente romántico, misterioso, profundo, enérgico, incluso salvaje. Si alguna vez consigo la capacidad de escribir me lanzaré totalmente a componer en flamenco".

## Obra y carrera
Se vio obligado a pagar para que sus libros fueran publicados. Su primera novela En el año de los milagros, (1837) le costó el equivalente a un salario de un año. el boceto de esta primera obra se escribió en francés, pero al parecer el autor desistió y continuó escribiendo en holandés. 
Sus poemas, sin embargo, escritos mientras fue soldado, estaban todos en francés. No recibió pensión alguna al licenciarse, y volvió a casa de sus padres sin trabajo. Aunque ya existía un movimiento reivindicatorio de la lengua flamenca, sometida a una brutal diglosia por el francés, movimiento acaudillado por el amberés Jan-Frans Willems (1793-1846), tomó entonces la decisión consciente de escribir en neerlandés. Un pasaje de Guicciardini encendió su imaginación, e inmediatamente se puso a escribir una serie de viñetas ambientadas en la época de la revuelta holandesa, con el título In 't Wonderjaer (1837). El trabajo fue autopublicado y le costó casi el salario de un año producirlo.

### Traducciones
La obra de Enrique Conscience, como también se le conoció en el mundo ibérico, marcado por la tendencia española de llevar al castellano a los autores, se vio beneficiada positivamente ganando relevancia internacional por sus traducciones al inglés, alemán y francés. 
El autor a menudo ofreció su apoyo para hacer las traducciones en los diferentes idiomas en que su obra fue leída, pero no siempre salió como el mismo Conscience pensaba puesto que las ediciones salían muchas veces publicadas con errores o vicios que el mismo autor había desaprobado. Este problema es un claro producto de la ausencia del marco legal del derecho de autor de la época.
Se cuenta que el mismo Alejandro Dumas plagió la versión francesa de The Conscript convirtiéndola en una obra de tres actos, y publicando como el seudónimo Hope Inslow dos novelas más que aparecieron entre 1868 y 1871 en Inglaterra las cuales aparentemente plagió a Conscience.

### El león de Flandes

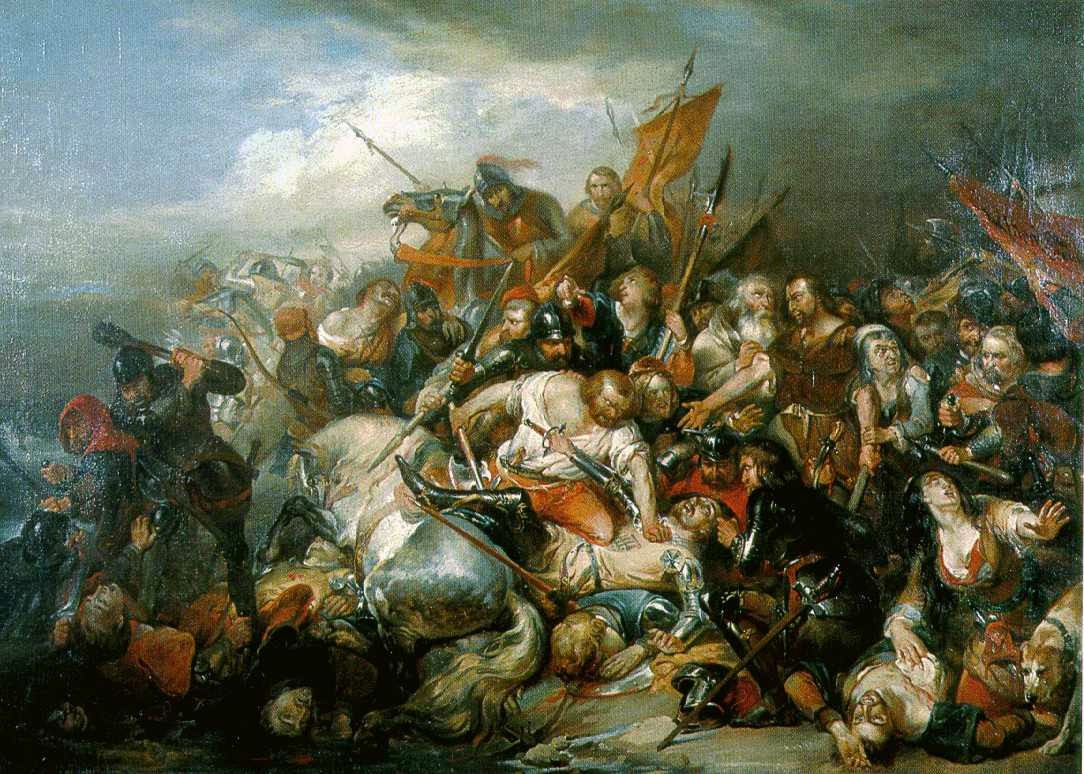
Una representación romántica de 1836 de la batalla de Courtrai, por Nicaise de Keyser. El libro de Conscience El león de Flandes hizo surgir interés popular en la batalla.

Su padre pensó que era vulgar que su hijo escribiera un libro en neerlandés, tanto que lo echó de casa, y el célebre novelista marchó a Amberes, con una fortuna de solamente dos francos y ropa. Un viejo amigo de la escuela le encontró en la calle y se lo llevó a casa. Pronto la gente destacada, entre ellos el pintor Gustaf Wappers, mostraron interés en el desafortunado joven. Wappers incluso le dio un conjunto de ropas y con el tiempo lo presentó al rey Leopoldo I, quien ordenó que el Wonderjaer se añadiera a las bibliotecas de todas las escuelas belgas. Pero fue gracias al mecenazgo del rey Leopoldo que Conscience pudo publicar su segundo libro, Fantasía, en 1837. Un nombramiento menor, en los archivos provinciales, lo aliviaron de la necesidad más imperiosa, y en 1838 tuvo su primer gran éxito con la novela histórica De Leeuw van Vlaenderen (El león de Flandes), que aún se mantiene como una de sus obras maestras, cuya influencia se extendió más allá de la esfera literaria. A pesar del éxito comercial de su libro, sus altos costes de impresión implicaron que Conscience no recibiera mucho dinero de sus ventas.
Durante el siglo XIX, muchos escritores, poetas y artistas nacionalistas de varios países europeos estaban fijándose en personajes del pasado de sus países, en sus mitos, transformándolos en iconos románticos del orgullo nacional. Con El león de Flandes Conscience lo logró con gran éxito con el personaje de Roberto de Bethune, el hijo mayor de Guido de Dampierre, conde de Flandes, cruzado y, lo más importante desde el punto de vista de Conscience, un destacado protagonista en la lucha para mantener la autonomía de Flandes contra toda probabilidad.
Los historiadores han acusado a Conscience de haber incurrido en errores históricos, como presentar a su héroe como partícipe en la batalla de Courtrai, lo que en realidad no hizo. También se señala que, en realidad, El león de Flandes no hablaba neerlandés. Ni tampoco su padre, el conde de Flandes Guido de Dampierre. Aun así, Roberto de Bethune, "El león de Flandes", todavía es presentado como un símbolo de la libertad y el orgullo flamencos, lo que es debido al retrato romántico, aunque inexacto, que le hizo Conscience. El retrato de Conscience también inspiró De Vlaamse Leeuw ("El león flamenco"), el himno por largo tiempo oficioso de los nacionalistas flamencos y sólo recientemente reconocido oficialmente como himno de Flandes.

### Obras posteriores

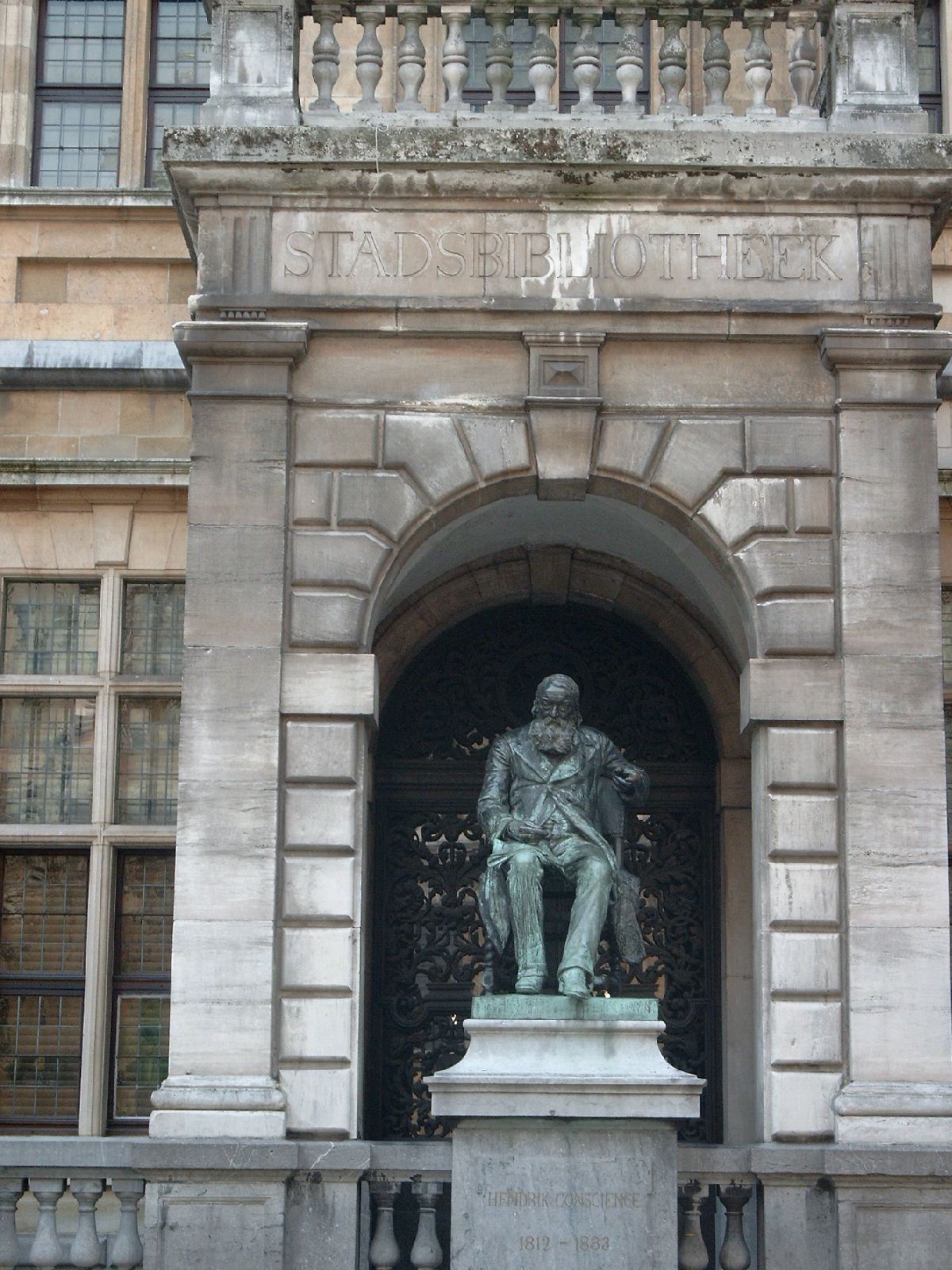
Escultura sedente de Conscience de la Biblioteca de la ciudad de Amberes

A El león de Flandes le siguieron Cómo convertirse en pintor (1843), Lo que puede sufrir una madre (1843), Siska van Roosemael (1844), Lambrecht Hensmans (1847), Jacob van Artevelde (1849), y El conscripto (1850). Durante estos años vivió una existencia bastante variada, habiendo sido durante trece meses jardinero en una casa de campo, pero también durante un tiempo como secretario de la Academia de Bellas Artes de Amberes. Pasó bastante tiempo antes de que la venta de sus libros -muy alabados por la crítica, pero escasamente comprados- le permitiera cierta independencia económica. Sus ideas, sin embargo, empezaron a ser generalmente aceptadas. En un congreso celebrado en Gante en el año 1841, los escritos de Conscience se mencionaron como la semilla de lo que lo más probablemente sería una cosecha de literatura nacional. De conformidad con esto, el partido patriótico se deció a animar su circulación y cada nueva contribución de Conscience fue bienvenida como un honor para Bélgica.
En 1845 Conscience fue nombrado Caballero de la Orden de Leopoldo. Escribir en neerlandés había dejado de verse como algo vulgar. Al contrario, la lengua del hombre común se convirtió en algo casi a la moda y la literatura flamenca empezó a cobrar auge.
Ese mismo año publicó una Historia de Bélgica a petición del rey Leopoldo I. Luego volvió a representar la vida cotidiana de los flamencos en lo que sería la parte más apreciada de su producción. Estaba entonces en la cumbre de su genio, y Rosa la ciega (1850), Rikketikketak (1851), El caballero pobre (1851), y El miserable (1853) se encuentran entre las más importantes de la larga lista de novelas. Tuvo un reflejo inmediato en ficción más reciente, y muchos imitaron a Conscience.

### Recepción contemporánea
En 1855, empezaron a aparecer traducciones de sus libros en inglés, francés, alemán, checo e italiano, lo que le dio una considerable popularidad fuera de Bélgica. Para el año 1942, se calculó que una traducción alemana de la obra de Conscience El pobre caballero sola había vendido más de 400.000 copias desde su traducción. El escritor francés, Alejandro Dumas, plagió el libro de Conscience, El concripto, para producir una obra propia, aprovechándose de las caóticas leyes de la época sobre propiedad intelectual. Aparecieron también numerosas traducciones piratas.

### Vida posterior y muerte
En 1867 se creó el cargo de conservador de los museos reales de Bélgica y se le dio a petición del rey Leopoldo. Siguió produciendo novelas con gran regularidad, sus publicaciones llegaron a ser más de ochenta. Para entonces era ya el más destacado de los ciudadanos de Amberes. Su 70.º cumpleaños fue celebrado con festividades públicas. Tras una larga enfermedad murió en su casa de Amberes. Se le dio un funeral oficial y fue enterrado en el cementerio Schoonselhof de Amberes, su tumba es ahora un monumento en honor del gran escritor.
El autor perdió vigencia en la literatura internacional cuando años posteriores a su muerte sus libros dejaron de publicarse en los idiomas y países en donde había ganado popularidad.

## Recepción crítica
La mayor parte de la obra de Conscience puede ser considerada claramente dentro de la escuela romántica de literatura y usan ampliamente los soliloquios retóricos y el sentimiento. Desarrollos posteriores en el entendimiento de la literatura, particularmente el movimiento realista que emergieron ya en vida de Conscience, provocaron que su obra se viera a veces "pasada de moda y primitiva" para los lectores modernos. Su uso del idioma también ha sido criticado. Según Theo Hermans, Conscience "no era un virtuoso lingüístico, sus narraciones son sentimentales, sus tramas irreales y sus juicios morales conservadores hasta el punto de resultar reaccionarios."  Hermans, sin embargo, alabó la habilidad de Conscience de "atraer al lector a un mundo ficticio" y por su habilidad a la hora de evocar batallas y las escenas naturales sin descripción, así como su uso de los cambios en el tempo para mantener la atención del lector.

## Obras seleccionadas
- In 't Wonderjaer (1837, "En el año de los milagros")
- De Leeuw van Vlaenderen (1838, "El león de Flandes") Trad. San Pablo, Editorial 1966.
- La tombe de fer (1864, "La Tumba de Hierro")
- De arme edelman (1851, "La dignidad en la miseria") Trad. Buenos Aires: Biblioteca de buenos libros, 1896.
- Het ijzeren graf (1860, "Amar después de la muerte") Trad. de María Pilar Sinués Navarro. Buenos Aires: Biblioteca de buenos libros, 1896.
- Het goudland (1862, "Los buscadores de oro", Ediciones Mateu, S.A. 1973; Bruguera (Ediciones B) 1977; Producciones Editoriales Juan José Fernández Ribera 1982.